# Omega (Rakete)
Omega (stilisiert: OmegA) war ein Projekt des US-amerikanischen Raumfahrtunternehmens Northrop Grumman Space Systems zur Entwicklung einer schweren Trägerrakete. Die Rakete sollte in zwei Varianten gebaut werden: der Omega Intermediate mit Erstflug im Jahr 2021, und der Omega Heavy für besonders schwere geostationäre Nutzlasten (ca. 2024).

## Hintergrund
Seit Mitte der 2000er Jahre wurden die meisten Militär- und Geheimdienstsatelliten der USA mit der Rakete Atlas V gestartet. Damit waren die USA von den russischen RD-180-Triebwerken abhängig, die in der Atlas-Erststufe eingesetzt werden. Aus politischen Gründen beschloss der US-Gesetzgeber, diese Abhängigkeit zu beenden: Seit 2022 dürfen keine russischen Triebwerke mehr für die militärische Raumfahrt der USA verwendet werden.
Um die Nachfolge der Atlas V bewarben sich vier Unternehmen mit ihren Trägerraketen, darunter die Omega, die seit 2016 speziell für diesen Markt entwickelt wurde. Bei den anderen dreien handelte es sich um die Falcon-Familie von SpaceX und um die Projekte Vulcan und New Glenn. Die drei Neuentwicklungen sollten von der U.S. Air Force mit rund 2,25 Milliarden Dollar gefördert werden, davon 792 Millionen für die Omega.
Planmäßig erhielten nur zwei der vier Raketen den Zuschlag für insgesamt 25 geplante Starts in den Jahren 2022–2026; Northrop Grumman ging ebenso leer aus wie Blue Origin mit der New Glenn. Die Förderung der beiden unterlegenen Unternehmen sollte daraufhin heruntergefahren werden, und Northrop Grumman Space Systems gab im September 2020 die Einstellung des Omega-Projekts bekannt. Zum Jahresende 2020 beendete die U.S. Space Force als Nachfolgerin der Air Force offiziell ihre Beteiligung an der Entwicklung beider Raketen.

## Aufbau und technische Daten
Die Omega war als dreistufige Rakete mit bis zu sechs zusätzlichen Feststoffboostern ausgelegt. In den ersten beiden Stufen sollten Feststofftriebwerke verwendet werden, die von den Seitenboostern des Space-Shuttle-Systems abstammen: Das Castor 600 in der Erststufe der Omega Intermediate, das Castor 1200 in der Erststufe der Omega Heavy und das Castor 300 in allen Zweitstufen. Die dritte Stufe sollte mit zwei RL10-Triebwerke von Aerojet Rocketdyne ausgestattet werden; diese werden mit kryogenem Flüssigwasserstoff und -sauerstoff betrieben.
Als maximale Nutzlast der Omega Intermediate gab Northrop Grumman 22,8 Tonnen an. In geostationäre Transferbahnen (GTO) sollte die Rakete bis zu 9,2 Tonnen transportieren können. Bei der Heavy-Variante hätten sich diese Leistungsdaten auf 23,2 bzw. 14 Tonnen erhöht.

## Einrichtungen
Die Feststofftriebwerke der Rakete sollten in einem Northrop-Grumman-Werk in Utah gefertigt werden, die Drittstufe in der Michoud Assembly Facility in New Orleans.
Als Startplatz für niedrige Bahnneigungen war der Launch Complex 39B des Kennedy Space Centers in Florida vorgesehen. Höhere Bahnneigungen sollten später vom Launch Complex 6 der Vandenberg Air Force Base in Kalifornien angeflogen werden, dem derzeitigen Westküstenstartplatz der Rakete Delta IV.